# Friedenskreuz

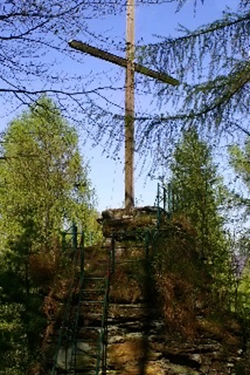
Friedenskreuz bei Petersbächel

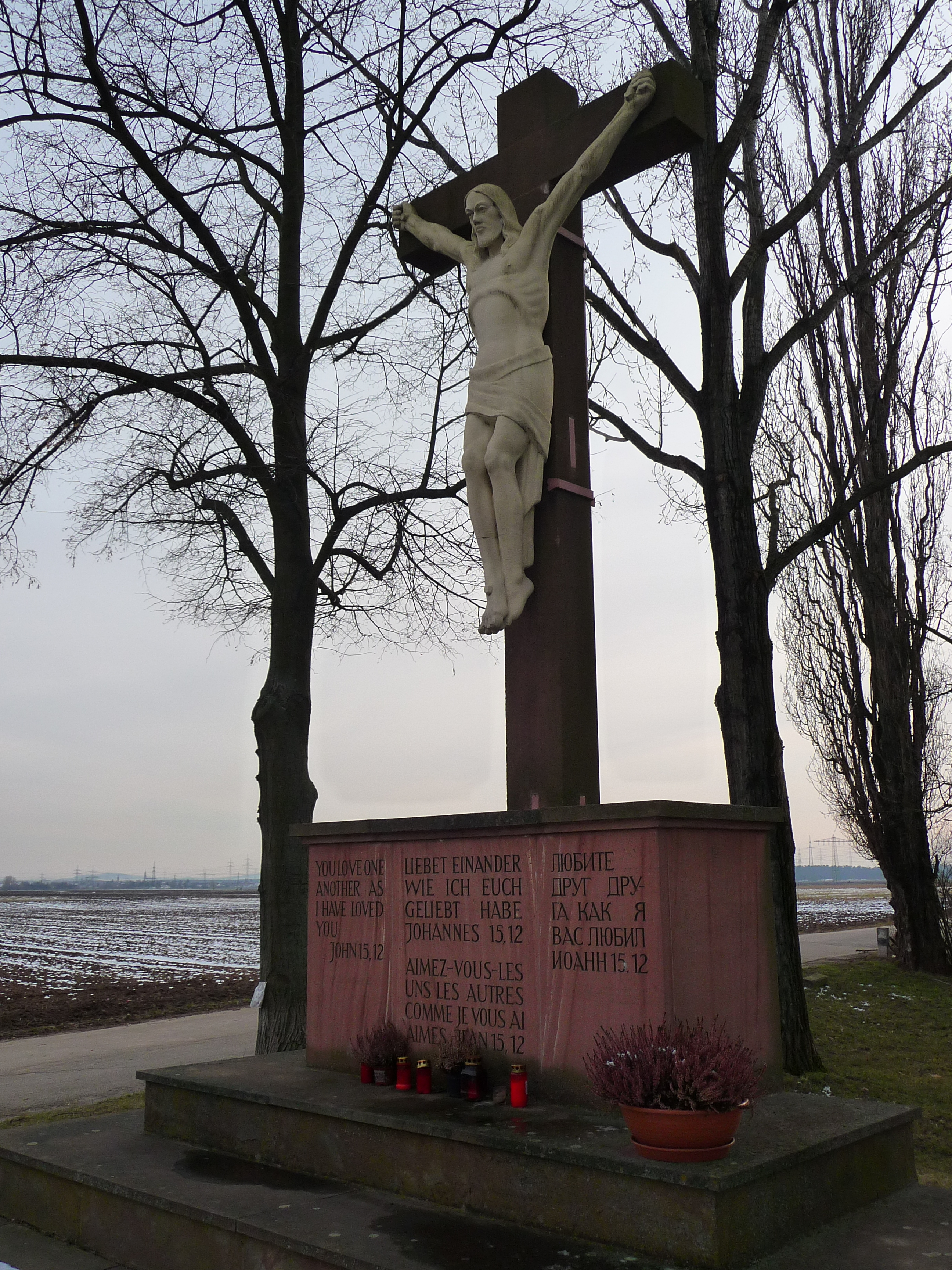
Friedenskreuz in Heidelberg-Kirchheim

Friedenskreuz (Schweizerdeutsch: Friedenkreuz) bezeichnet in der Regel weit außerhalb von bebautem Gebiet auf einer Anhöhe oder einer Bergkuppe errichtete Kreuzdenkmäler. Zum einen sind sie gut sichtbar, zum anderen bilden sie ein attraktives Ziel für eine Wanderung, eine Wall- oder Pilgerfahrt, von dem aus eine weite Sicht auf die Umgebung möglich ist.
In den Ländern der Achsenmächte des Zweiten Weltkrieges, insbesondere in Deutschland, wurden in den 1950er Jahren vielerorts diese Friedenskreuze aufgestellt. Meistens sind sie sehr schlicht gehalten, zum Teil aber auch stilisiert. Der Werkstoff geht von unbehandelten Holzbohlen über Stahlträger bis hin zu Stahlbeton.
Bedeutsame Friedenskreuze in Deutschland:
- Aachener Friedenskreuz, 1947 in Krefeld entstanden, mit einem dornengekrönten Christusantlitz von Anton Wendling. Wird heute durch die Pax-Christi-Bewegung betreut[1]
- Bühler Friedenskreuz, 1952 im Süden von Bühl errichtet, entworfen von Ludwig Barth
- Friedenskreuz auf dem Maimont-Nebengipfel (491 m) bei Petersbächel
- Friedenskreuz auf dem Ockenheimer Hörnchen, Ockenheim, von 1952
- Friedenskreuz bei Dremmen, Nordrhein-Westfalen von 1947
- Willicher Friedenskreuz in Willich, Nordrhein-Westfalen von 1947
- Immunitäts- oder Freiheitskreuz in Hochelten beim Ehemaligen Reichsstift und Kirche St. Vitus in Hochelten
- Friedenskreuz an der Rheinstraße, Marpingen, Saarland für 50 Jahre Frieden in Deutschland von 1995

in Österreich:
- Friedenskreuz bei Kemeten, Burgenland
- Friedenskreuz in Purkersdorf, Niederösterreich

in der Schweiz:
- Friedenkreuz in Deinikon bei Baar, Kanton Zug erinnert an den Freiheitskämpfer Ulrich Zwingli († 1531)

in Tschechien:
- verwittertes Friedenskreuz bei dem Dorf Křenovice auf dem Pratzeberg zur Erinnerung an die Schlacht bei Austerlitz